# Jungiella hygrophila
Jungiella hygrophila är en tvåvingeart som beskrevs av Jezek 1987. Jungiella hygrophila ingår i släktet Jungiella och familjen fjärilsmyggor. Inga underarter finns listade i Catalogue of Life.